# Константа диссоциации
Константа диссоциации — вид константы равновесия, которая характеризует склонность объекта диссоциировать (разделяться) обратимым образом на частицы, как, например, когда комплекс распадается на составляющие молекулы, или когда соль диссоциирует в водном растворе на ионы. Константа диссоциации обычно обозначается Kd и обратна константе ассоциации. В случае с солями, константу диссоциации иногда называют константой ионизации.
В общей реакции
{\displaystyle {\mathsf {A}}_{x}{\mathsf {B}}_{y}\rightleftharpoons x{\mathsf {A}}+y{\mathsf {B}}}
где комплекс {\displaystyle {\mathsf {A}}_{x}{\mathsf {B}}_{y}} разбивается на x единиц A и y единиц B, константа диссоциации определяется так:
{\displaystyle K_{d}={\frac {[A]^{x}\times [B]^{y}}{[A_{x}B_{y}]}}}
где [A], [B] и [AxBy] — концентрации A, B и комплекса AxBy соответственно.

## Определение
Электролитическая диссоциация слабых электролитов, согласно теории Аррениуса, является обратимой реакцией, то есть схематически её можно представить уравнениями (для одновалентных ионов:):
{\displaystyle {\mathsf {KA\rightleftarrows K^{+}+A^{-}}}}
где:
- KA — недиссоциированное соединение;
- K+ — катион;
- A− — анион.

Константу равновесия такой реакции можно выразить уравнением:
{\displaystyle {\mathsf {K={\frac {\left[K^{+}\right]\left[A^{-}\right]}{\left[KA\right]}}={\rm {const}}=f\left(t\right)}}}
где:
- [KA] — концентрация недиссоциированного соединения в растворе;
- [K+] — концентрация катионов в растворе;
- [A−] — концентрация анионов в растворе.

Константу равновесия применительно к реакции диссоциации называют константой диссоциации.

## Диссоциация электролитов с многовалентными ионами
В случае диссоциации электролитов с многовалентными ионами диссоциация происходит по ступеням, причём для каждой ступени существует собственное значение константы диссоциации.
Пример: Диссоциация многоосновной (щавелевой) кислоты:
I стадия: 
{\displaystyle {\mathsf {HOOC{\text{-}}COOH\leftrightarrow H^{+}+(OOC{\text{-}}COOH)^{-}}}}
II стадия:
{\displaystyle {\mathsf {(OOC{\text{-}}COOH)^{-}\leftrightarrow H^{+}+(OOC{\text{-}}COO)^{2-}}}}
{\displaystyle {\mathsf {K_{I}={\frac {\left[H^{+}\right]\left[(OOC{\text{-}}COOH)^{-}\right]}{\left[HOOC{\text{-}}COOH\right]}}=5,6\cdot 10^{-2}}}}
{\displaystyle {\mathsf {K_{II}={\frac {\left[H^{+}\right]\left[(OOC{\text{-}}COO)^{2-}\right]}{\left[(OOC{\text{-}}COOH)^{-}\right]}}=5,4\cdot 10^{-5}}}}
Первая степень диссоциации для таких электролитов всегда много больше последующих, что означает, что диссоциация таких соединений идёт главным образом по первой стадии.

## Связь константы диссоциации и степени диссоциации
Исходя из определения степени диссоциации, для электролита КА в реакции диссоциации [A−] = [K+] = α·c, [KA] = c — α·c = c·(1 — α), где α — степени диссоциации электролита.
Тогда:
| {\displaystyle K={\frac {\left[K^{+}\right]\left[A^{-}\right]}{\left[KA\right]}}={\frac {\alpha \cdot c\cdot \alpha \cdot c}{c\left(1-\alpha \right)}}={\frac {\alpha ^{2}\cdot c}{1-\alpha }}={\rm {const}}} | (2) |

Это выражение называют законом разбавления Оствальда. При очень малых α (α<<1) K=cα² и
таким образом, при увеличении концентрации электролита степень диссоциации уменьшается, при уменьшении — возрастает.

## Белок-лигандноевзаимодействие
Константа диссоциации часто используется для описания аффинности между лигандом {\displaystyle \mathrm {L} } (например, каким-нибудь препаратом или гормоном) и белком {\displaystyle \mathrm {P} }. Константа диссоциации показывает, насколько прочно лиганд связывается с белком, что зависит от нековалентных взаимодействий между ними, таких как водородные связи, электростатические взаимодействия, гидрофобные и ван-дер-Ваальсовы силы.
Образование белок-лигандного комплекса {\displaystyle \mathrm {LP} } можно описать как двунаправленный процесс
{\displaystyle \mathrm {L} +\mathrm {P} \rightleftharpoons \mathrm {LP} }
При этом константу диссоциации можно вычислить по уравнению
{\displaystyle K_{d}={\frac {\left[\mathrm {L} \right]\left[\mathrm {P} \right]}{\left[\mathrm {LP} \right]}}}
где {\displaystyle [\mathrm {P} ]}, {\displaystyle [\mathrm {L} ]} и {\displaystyle [\mathrm {LP} ]} — молярные концентрации белка, лиганда и белок-лигандного комплекса, соответственно.

## Отличие экспериментальных результатов от моделиАррениуса, вывод константы диссоциации через активности
Вышеприведённые выкладки базируются на теории Аррениуса, которая является слишком грубой, не учитывающей факторы электростатического взаимодействия ионов. Отклонения от идеального состояния в растворах электролитов возникают при очень малых концентрациях, так как межионные силы обратно пропорциональны квадрату расстояния между центрами ионов, в то время как межмолекулярные силы обратно пропорциональны седьмой степени расстояния, то есть межионные силы даже в разведённых растворах оказываются намного больше межмолекулярных.
Льюис показал, что для реальных растворов можно сохранить простые уравнения (см. выше), если вместо концентраций ионов вводить её функцию, так называемую активность. Активность (a) соотносится с концентрацией (c) через поправочный коэффициент γ, называемый коэффициентом активности:
Таким образом, выражение для константы равновесия, по Аррениусу описываемое уравнением (1), по Льюису будет выглядеть:
где
- {\displaystyle a_{K^{+}}=\gamma _{K^{+}}\left[K^{+}\right]};
- {\displaystyle a_{A^{-}}=\gamma _{A^{-}}\left[A^{-}\right]};
- {\displaystyle a_{KA}=\gamma _{KA}\left[KA\right]}.

В теории Льюиса связь между константой и степенью диссоциации (в теории Аррениуса записываемая уравнением (2)) выражается соотношением:
Если никаких других влияний, отклоняющих раствор от идеального состояния нет, то недиссоциированные молекулы ведут себя как идеальные газы и γKA = 1, а истинное выражение закона разбавления Оствальда примет вид:
где
- {\displaystyle \gamma ={\sqrt {\gamma _{K^{+}}\cdot \gamma _{A^{-}}}}} — средний коэффициент активности электролита.

При c→0 и γ→1 вышеприведённое уравнение закона разбавления Оствальда принимает вид (2). Чем сильнее диссоциирует электролит, тем быстрее значение коэффициента активности γ отклоняется от единицы, и тем быстрее наступает нарушение классического закона разведения.

## Константа диссоциации сильных электролитов
Сильные электролиты диссоциируют практически полностью (реакция необратимая), поэтому в знаменателе выражения для константы диссоциации стоит ноль, и всё выражение стремится к бесконечности. Таким образом, для сильных электролитов термин «константа диссоциации» лишён смысла.

## Примеры расчётов

### Диссоциация воды
Вода представляет собой слабый электролит, диссоциирующий в соответствии с уравнением
{\displaystyle {\mathsf {H}}_{2}{\mathsf {O}}\rightleftharpoons {\mathsf {H}}^{+}+{\mathsf {OH}}^{-}.}
Константа диссоциации воды при 25 °C составляет
{\displaystyle K_{d}={\frac {[{\mathsf {H}}^{+}]\cdot [{\mathsf {OH}}^{-}]}{[{\mathsf {H_{2}O}}]}}=1,83\cdot 10^{-16}.}
Считая, что в большинстве растворов вода находится в молекулярном виде (концентрация ионов H+ и OH− мала), и учитывая, что молярная масса воды составляет 18,0153 г/моль, а плотность при температуре 25 °C — 997,07 г/л, чистой воде соответствует концентрация [H2O] = 55,346 моль/л. Поэтому предыдущее уравнение можно переписать в виде
{\displaystyle [{\mathsf {H}}^{+}]\cdot [{\mathsf {OH}}^{-}]=10^{-14}.}
Эта величина называется ионным произведением воды. Так как для чистой воды [H+] = [OH−], можно записать
{\displaystyle \,[{\mathsf {H}}^{+}]=[{\mathsf {OH}}^{-}]=10^{-7}.}
Водородный показатель воды, таким образом, равен
{\displaystyle \,{\mathsf {pH}}=-{\mathsf {lg}}[{\mathsf {H}}^{+}]=7,0.}

### Диссоциация слабой кислоты
Найдём pH и степень диссоциации 0,01M раствора плавиковой кислоты HF. Её константа диссоциации равна
{\displaystyle K={\frac {[{\mathsf {H}}^{+}]\cdot [{\mathsf {F}}^{-}]}{[{\mathsf {HF}}]}}=6,61\cdot 10^{-4}.}
Обозначим степень диссоциации через α. Тогда [H+] = [F−] = Cα, [HF] = C(1-α). Подставив эти выражения в формулу для константы диссоциации, получим
{\displaystyle K={\frac {C^{2}{\alpha }^{2}}{C(1-{\alpha })}}={\frac {C{\alpha }^{2}}{1-{\alpha }}},}
Откуда следует квадратное уравнение относительно α:
{\displaystyle \,C{\alpha }^{2}+K{\alpha }-K=0.}
Решая его по стандартной формуле, получим
{\displaystyle {\alpha }={\frac {-K+{\sqrt {K^{2}+4CK}}}{2C}}=0,226.}
Применение приближённой формулы даёт ошибку около 15 %:
{\displaystyle \alpha \approx {\sqrt {\frac {K}{C}}}=0,257.}
Исходя из найденного значения степени диссоциации, найдём pH раствора:
{\displaystyle \,{\mathsf {pH}}=-{\mathsf {lg}}[{\mathsf {H}}^{+}]=-{\mathsf {lg}}(C\alpha )=-{\mathsf {lg}}\ 0.00226=2,65.}